# Eufausiacis
Els eufausiacis (Euphausiacea) són un ordre de crustacis malacostracis del superordre dels eucàrides que inclou el krill. Són animals marins, semblants a les gambes, que viuen a mar obert (són pelàgics) i s'alimenten de plàncton. Tenen una mida de 8 a 60 mm. La majoria tenen òrgans bioluminescents (fotòfors) a la part inferior, cosa que els fa visibles a la nit. Són de gran importància en certes regions del mar com a aliment per a diversos peixos, ocells i balenes, particularment rorquals blaus (Balaenoptera musculus) i rorquals comuns (Balaenoptera physalus).

## Taxonomia
L'ordre Euphausiacea inclou 86 espècies repartides en dues famílies i 11 gèneres:
Família Euphausiidae Dana, 1852
- Euphausia Dana, 1852
- Meganyctiphanes Holt i W. M. Tattersall, 1905
- Nematobrachion Calman, 1905
- Nematoscelis G. O. Sars, 1883
- Nyctiphanes G. O. Sars, 1883
- Pseudeuphausia Hansen, 1910
- Stylocheiron G. O. Sars, 1883
- Tessarabrachion Hansen, 1911
- Thysanoessa Brandt, 1851
- Thysanopoda Latreille, 1831

Família Bentheuphausiidae Colosi, 1917
- Bentheuphausia amblyops G. O. Sars, 1885

### Filogènia
Des de 2013, es creu que l'ordre dels eufusiacis és monofilètic a causa de diverses característiques morfològiques conservades úniques (autapomorfia), com ara les seves brànquies filamentoses nues i els toracòpodes prims i per estudis moleculars.
Hi ha hagut moltes teories sobre la localització de l'ordre dels eufausiaci. Des de la primera descripció de Thysanopode tricuspide per Henri Milne-Edwards l'any 1830, la similitud dels seus toracòpodis bífids havia portat els zoòlegs a agrupar els eufàsids i els Mysidacea en l'ordre schizopoda, que es va dividir per Johan Erik Vesti Boas el 1883 en dos ordres separats. Més tard, William Thomas Calman (1904) va classificar els Mysidacea en el superordre dels peracàrides i els eufàsids en el superordre dels eucàrides, tot i que fins a la dècada de 1930 es va defensar l'ordre schizopoda. Més tard també es va proposar que l'ordre dels eufausiacis s'hauria d'agrupar amb els penèids (família de llagostins) als decàpodes basant-se en similituds de desenvolupament, tal com van assenyalar Robert Gurney i Isabella Gordon. El motiu d'aquest debat és que els eufausiacis comparteixen algunes característiques morfològiques dels decàpodes i d'altres dels mísids.
Els estudis moleculars no els han agrupat sense ambigüitats, possiblement a causa de l'escassetat d'espècies rares clau com ara el Bentheuphausia amblyops als eufausiacis i d'Amphionides reynaudii als eucàrides. Un estudi dona suport a la monofília dels eucàrides (amb el mysida basal), un altre agrupa els Eufausiacis amb el mysida (els schizopoda), mentre que un altre agrupa eufausiacis amb els hoplocàrides.

### Línia de temps
No es pot assignar inequívocament cap fòssil existent a eufausiacis. S'ha pensat que alguns tàxons d'eumalacostracis extingits eren eufausiacis com l'antracofàsia, el crangopsis, ara assignats als aeschronectida (hoplocarida) – i el palaeomysis. Totes les datacions d'esdeveniments de l'especiació es van estimar mitjançant mètodes del rellotge molecular, que van situar l'últim avantpassat comú de la família dels euphausiidae (tot l'ordre dels eufausiacis excepte el Bentheuphausia amblyops) que havia viscut al cretaci inferior fa aproximadament 130 milions d'anys.

## Distribució
Els eufausiacis es troben a nivell mundial a tots els oceans, encara que moltes espècies individuals tenen distribucions endèmiques o nerítiques (és a dir, costaneres). La Bentheuphausia amblyops, una espècie de la zona batial, té una distribució cosmopolita dins del seu hàbitat de fons marins.
Les espècies del gènere Thysanoessa es troben tant als oceans Atlàntic com Pacífic. El Pacífic acull Euphausia pacifica. El krill del nord es troba a través de l'Atlàntic des del Mar Mediterrani cap al nord.
Les espècies amb distribucions nerítiques inclouen les quatre espècies del gènere Nyctiphanes. Són molt abundants al llarg de les regions de les surgències del sistema corrents de Califòrnia, Humboldt , Benguela i Canàries. Una altra espècie que només té distribució nerítica és E. crystallorophias, que és endèmica de la costa antàrtica.
Les espècies amb distribucions endèmiques inclouen la Nyctiphanes capensis, que només es troba al corrent de Benguela, l'E. mucronata n el corrent de Humboldt, i les sis espècies Euphausia originàries de l'oceà Austral.
A l'Antàrtida es coneixen set espècies, un al gènere Thysanoessa (T. macrura) i sis a Euphausia. El krill antàrtic (Euphausia superba) viu habitualment a profunditats que arriben a 100 m, mentre que el krill de gel (Euphausia crystallorophias) arriba a profunditats de 4000 m, tot i que habitualment habiten a profunditats de com a màxim 300 a 600 m. Krill realitza migraciones verticals diàries en grans eixams, i les dades acústiques han demostrat que aquestes migracions poden arribar als 400 metres de profunditat. Totes dues es troben a latituds al sud del 55° S, amb l'E. crystallorophias dominant al sud del 74° S i a regions de gel a la deriva. Altres espècies conegudes a l'Oceà Austral són l'E. frigida, l'E. longirostris, l'E. triacantha i l'E. vallentini.

## Anatomia i morfologia
Els eufausiacis són crustacis decàpodes i, com tots els crustacis, tenen un esquelet extern de quitina. Tenen l'anatomia decàpode estàndard amb els seus cossos formats per tres parts: el cefalotòrax està format pel cap i el tòrax, que estan fusionats, el plèon (l'abdòmen), que porta les deu potes nedadores, i el ventilador de la cua. Aquesta closca exterior dels eufausiacis és transparent en la majoria de les espècies.
Els eufausiacis tenen ulls composts intricats. Algunes espècies s'adapten a diferents condicions d'il·luminació mitjançant l'ús de pigments de pantalla.
Tenen dues antenes i diversos parells de potes toràciques anomenades pereiòpodes o toracòpodes, anomenats així perquè estan units al tòrax. El seu nombre varia entre gèneres i espècies. Aquestes cames toràciques inclouen potes d'alimentació i cames de preparació.
El dels eufausiacis és probablement el clade germà dels decàpodes perquè totes les espècies tenen cinc parells de potes nadadores anomenades "nadadors" en comú amb aquests últims, molt semblants als d'un llamàntol o al dels crancs de riu.

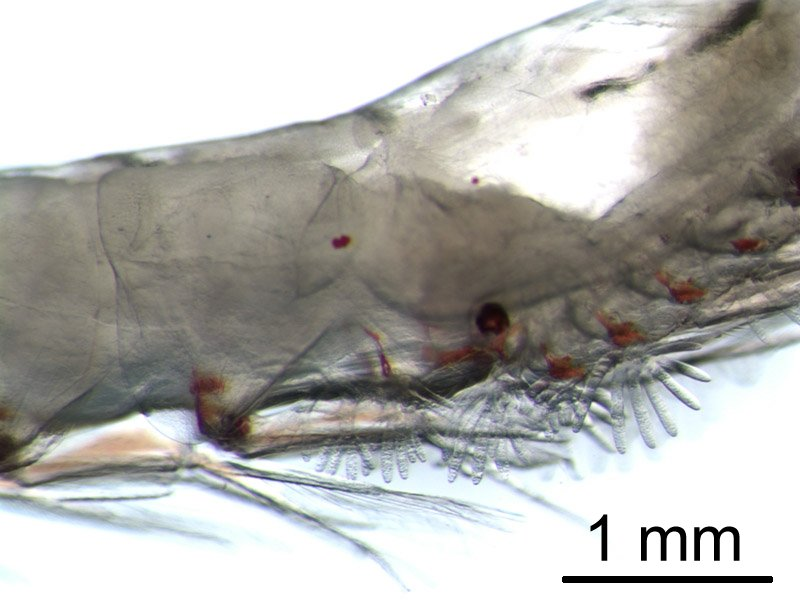
Les branquies dels eufausiacis són visibles externament

La majoria d'eufausiacis tenen una llargada d'aproximadament d'1 a 2 cm com a adults. Algunes espècies creixen fins a mides de l'ordre de 6 a 15 cm. L'espècie d'eufausiaci més gran, el Thysanopoda spinicaudata, viu a la profunditat de l'oceà obert. Els eufausiacis es poden distingir fàcilment d'altres crustacis com ara les gambes per les seves branquies visibles externament.
Excepte pel Bentheuphausia amblyops, els eufausiacis són animals bioluminescents tenint òrgans anomenats fotòfors que poden emetre llum. La llum es genera per una reacció de quimioluminescència catalitzada per un enzim, on una luciferina (una mena de pigment) és activada per un enzim luciferasa. Els estudis indiquen que la luciferina de moltes espècies d'eufausiacis és un tetrapirrole fluorescent similar però no idèntic a la luciferina dinoflagel·lada i que probablement el eufausiaci no produeix aquesta substància per si mateix sinó que l'adquireix com a part de la seva dieta, que conté dinoflagel·lats. Els fotòfors dels eufausiacis són òrgans complexos amb lents i capacitat d'enfocament, i poden ser girats pels músculs. La funció precisa d'aquests òrgans és encara desconeguda; les possibilitats inclouen l'aparellament, la interacció social o l'orientació i com a forma de camuflatge de contra-il·luminació per compensar la seva ombra contra la llum ambiental superior.